# Simulium aropaense
Simulium aropaense är en tvåvingeart som beskrevs av Takaoka 1995. Simulium aropaense ingår i släktet Simulium och familjen knott. Inga underarter finns listade i Catalogue of Life.